# Uniavisen
 Der er for få eller ingen kildehenvisninger i denne artikel, hvilket er et problem. Du kan hjælpe ved at angive troværdige kilder til de påstande, som fremføres i artiklen.

Uniavisen, tidligere kendt som Universitetsavisen (på engelsk The University Post), er Københavns Universitets prisbelønnede avis. Uniavisen er redaktionelt uafhængig af ledelsen på Københavns Universitet og redigeres efter gængse journalistiske kriterier. Uniavisens øverste myndighed er et uafhængigt bladudvalg, der består af studerende, forskere og personale ved Københavns Universitet.
Uniavisen modtog i 2017 Anders Bording-prisen for nichemedier.

## Historie
Uniavisen blev oprettet i 1973 og udkom første gang 26. januar, hvor den første ansvarshavende redaktør var Helle Bygum.[kilde mangler]

### Konflikt om lukning af offentlighedens adgang til Uniavisen
Dette afsnit eller denne liste er kun påbegyndt. Hvis du ved mere om emnet, kan du hjælpe Wikipedia ved at tilføje mere.

I 2024 opstod debat om medarbejdernes ytringsfrihed i forbindelse med rektoratets forslag om at standse omdeling af avisen og at fjerne avisen fra internettet, således at avisen kun skal være tilgængelig på KU's intranet.

## Chefredaktører
Avisens daglige ledelse udgøres af en chefredaktør eller ansvarshavende redaktør:
- 1973-1976 Helle Bygum
- 1976- 1979 Eva Johannesen
- 1979- 1980 V. Sylvest Larsen
- 1980- 1980 Poul Bache
- 1980 - 1988 Gitte Meyer
- 1988 - 1993 Henrik Egede Rasmussen
- 1993 - 1994 Lene Stærbo
- 1994 - 1995 Lars Lønstrup (fung.)
- 1995 - 1997 Vivian Jordansen
- 1997 - 1999 Lis Issa
- 1999 - 1999 Charlotte Dahlsgaard (konst.)
- 1999 - 2013 Richard Bisgaard
- 2013 - 2014 Claus Baggersgaard (konst.)
- 2014 - 2019 Dennis Christiansen
- 2019 - 2021 Christoffer Zieler
- 2021-2021: Gry Bartroff Gaihede (konst.)
- 2021-2023 Vicki Therkildsen
- 2023-: Gry Bartroff Gaihede